# Wysszaja liga czempionata SSSR po futbołu (1987)
Rozgrywki radzieckiej wyższej ligi w sezonie 1987 były czterdziestymi dziewiątymi w historii radzieckiej pierwszej ligi. W rozgrywkach wzięło udział szesnaście drużyn, w tym dwie, które awansowały z drugiej ligi – CSKA Moskwa i Guria Lanczchuti. Mistrzowski tytuł po raz 11-ty wywalczyła drużyna Spartaka Moskwa. Królem strzelców ligi został Ołeh Protasow z Dynama Kijów, który zdobył 18 goli.

## Drużyny
| Drużyna          | Miasto          | Republika          | Stadion                      | Pojemność | Pozycja w 1986 |
| ---------------- | --------------- | ------------------ | ---------------------------- | --------- | -------------- |
| Ararat           | Erywań          | Armeńska SRR       | Stadion Hrazdan              | 55,000    | 14.            |
| CSKA             | Moskwa          | Rosyjska FSRR      | Łużniki                      | 84,745    | D1, 1.         |
| Dinamo           | Moskwa          | Rosyjska FSRR      | Stadion Dinamo               | 36,540    | 2.             |
| Dinamo           | Tbilisi         | Gruzińska SRR      | Stadion Borisa Paiczadze     | 58,000    | 5.             |
| Dnipro           | Dniepropetrowsk | Ukraińska SRR      | Stadion Meteor               | 24,300    | 11.            |
| Dynama           | Mińsk           | Białoruska SRR     | Stadion Dynama Mińsk         | 41,000    | 10.            |
| Dynamo           | Kijów           | Ukraińska SRR      | Stadion Dynamo               | 30,000    | 1.             |
| Guria            | Lanczchuti      | Gruzińska SRR      | Stadion Ewgrapi Szewardnadze | 22,000    | D1, 2.         |
| Kajrat           | Ałma-Ata        | Kazachska SRR      | Stadion Centralny            | 25,000    | 7.             |
| Metalist         | Charków         | Ukraińska SRR      | Stadion Metalist             | 30,000    | 12.            |
| Neftçi           | Baku            | Azerbejdżańska SRR | Stadion Tofika Bachramowa    | 30,000    | 13.            |
| Spartak          | Moskwa          | Rosyjska FSRR      | Łużniki                      | 84,745    | 3.             |
| Szachtar         | Donieck         | Ukraińska SRR      | Stadion Szachtar             | 31,700    | 6.             |
| Torpedo          | Moskwa          | Rosyjska FSRR      | Łużniki                      | 84,745    | 9.             |
| Zenit Petersburg | Leningrad       | Rosyjska FSRR      | Stadion Pietrowski           | 21,745    | 4.             |
| Žalgiris         | Wilno           | Litewska SRR       | Stadion Žalgiris             | 15,000    | 8.             |

## Tabela końcowa sezonu
| Lp. | Drużyna                | M  | Z  | R  | P  | Bramki | Bramki | Różn. | Pkt | Uwagi                                   |
| --- | ---------------------- | -- | -- | -- | -- | ------ | ------ | ----- | --- | --------------------------------------- |
| 1   | Spartak Moskwa (M)     | 30 | 16 | 11 | 3  | 49     | 26     | +23   | 42  | Puchar Europy • 1/16 finału             |
| 2   | Dnipro Dniepropetrowsk | 30 | 15 | 9  | 6  | 42     | 22     | +20   | 39  | Puchar UEFA • 1/32 finału               |
| 3   | Žalgiris Wilno         | 30 | 14 | 8  | 8  | 43     | 29     | +14   | 36  | Puchar UEFA • 1/32 finału               |
| 4   | Torpedo Moskwa         | 30 | 12 | 12 | 6  | 35     | 25     | +10   | 34  | Puchar UEFA • 1/32 finału               |
| 5   | Dynama Mińsk           | 30 | 12 | 9  | 9  | 33     | 25     | +8    | 33  | Puchar UEFA • 1/32 finału               |
| 6   | Dynamo Kijów           | 30 | 11 | 10 | 9  | 37     | 27     | +10   | 32  |                                         |
| 7   | Szachtar Donieck       | 31 | 10 | 10 | 11 | 29     | 31     | −2    | 30  |                                         |
| 8   | Ararat Erywań          | 30 | 13 | 3  | 14 | 32     | 45     | −13   | 29  |                                         |
| 9   | Neftçi PFK             | 30 | 9  | 10 | 11 | 33     | 30     | +3    | 28  |                                         |
| 10  | Dinamo Moskwa          | 30 | 9  | 11 | 10 | 27     | 30     | −3    | 28  |                                         |
| 11  | Metalist Charków       | 30 | 10 | 7  | 13 | 23     | 32     | −9    | 27  | Puchar Zdobywców Pucharów • 1/16 finału |
| 12  | Kajrat Ałmaty          | 30 | 10 | 6  | 14 | 27     | 38     | −11   | 26  |                                         |
| 13  | Dinamo Tbilisi         | 30 | 9  | 7  | 14 | 31     | 40     | −9    | 25  |                                         |
| 14  | Zenit Leningrad        | 30 | 7  | 10 | 13 | 25     | 37     | −12   | 24  |                                         |
| 15  | CSKA Moskwa            | 30 | 7  | 11 | 12 | 26     | 35     | −9    | 24  | Spadek do Pierwoj Ligi                  |
| 16  | Guria Lanczchuti       | 30 | 5  | 8  | 17 | 18     | 38     | −20   | 18  | Spadek do Pierwoj Ligi                  |

Uwaga: Spartak Moskwa, CSKA Moskwa i Dinamo Moskwa zostały ukarane za przekroczenie dopuszczalnej liczby 10 remisów odjęciem 1 punktu, a Torpedo Moskwa – 2.

## Najlepsi strzelcy
źródło: rsssf.com (ang.)
18 goli
- Ołeh Protasow (Dnipro)

16 goli
- Arminas Narbekovas (Žalgiris)

12 goli
- Fiodor Czerenkow (Spartak M.)
- Siergiej Rodionow (Spartak M.)

10 goli
- Hieorhij Kandracjeu (Dynama)
- Jurij Sawiczew (Torpedo)

9 goli
- Ołeksij Mychajłyczenko (Dynamo K.)
- Jewstafi Pechlewanidi (Kajrat)
- Ramaz Szengelia (Dinamo T.)

8 goli
- Ihor Biełanow (Dynamo K.)

## Nagrody
33 najlepszych piłkarzy ligi za sezon 1987:
Bramkarze
1. Rinat Dasajew (Spartak M.)
2. Dmitrij Charin (Torpedo)
3. Aleksandr Żydkow (Neftçi)

|  | Prawi obrońcy 1. Wołodymyr Bezsonow (Dynamo K.) 2. Wiktor Łosiew (Dinamo M.) 3. Serhij Baszkirow (Dnipro) | Prawi-środkowi obrońcy 1. Wagiz Chidijatullin (Spartak M.) 2. Wiaczesław Sukristow (Žalgiris) 3. Siergiej Prigoda (Torpedo) | Lewi-środkowi obrońcy 1. Ołeh Kuzniecow (Dynamo K.) 2. Jurij Susłoparow (Spartak M.) 3. Arvydas Janonis (Žalgiris) | Lewi obrońcy 1. Jewgienij Jarowienko (Kajrat) 2. Ołeksij Czerednyk (Dnipro) 3. Sigitas Jakubauskas (Žalgiris) |

|  | Prawi pomocnicy 1. Fiodor Czerienkow (Spartak M.) 2. Hennadij Łytowczenko (Dnipro) 3. Pawło Jakowenko (Dynamo K.) | Prawi-środkowi pomocnicy 1. Siarhiej Alejnikau (Dynama) 2. Wiktor Pasulko (Spartak M.) 3. Wadym Tyszczenko (Dnipro) | Lewi-środkowi pomocnicy 1. Igor Dobrowolski (Dinamo M.) 2. Siarhiej Hocmanau (Dynama) 3. Wasyl Rac (Dynamo K.) | Lewi pomocnicy 1. Ołeh Protasow (Dnipro) 2. Stasys-Vytautas Baranauskas (Žalgiris) 3. Ihor Biełanow (Dynamo K.) |

|  | Prawi napastnicy 1. Ołeksandr Zawarow (Dynamo K.) 2. Ołeksij Mychajłyczenko (Dynamo K.) 3. Jurij Sawiczew (Torpedo) | Lewi napastnicy 1. Siergiej Rodionow (Spartak M.) 2. Arminas Narbekovas (Žalgiris) 3. Hieorhij Kandracjeu (Dynama) |

| Mistrz ZSRR w sezonie 1987 |
| -------------------------- |
| ZSRR                       |
| Spartak Moskwa 11 tytuł    |